# Bolesław Chwastowski
Roman Bolesław Chwastowski (ur. 9 sierpnia 1846 w Alwerni, zm. 20 sierpnia 1907 w Krakowie) – uczestnik powstania styczniowego, technik, rysownik i budowlaniec.

## Życiorys
W dzieciństwie zamieszkiwał z rodziną w Jaworznie, uczęszczał do gimnazjum w Krakowie. W 1863 roku uczestniczył w powstaniu styczniowym jako saper, a później strzelec w oddziałach generała Mariana Langiewicza. Osadzony przez władze austriackie w więzieniu w Tarnowie, po wyjściu na wolność ukończył szkołę techniczną oraz odbył praktykę architektoniczno-budowlaną w Wiedniu.
W 1887 roku poślubił Agnieszkę Fronik. Z rodziną zamieszkał najpierw w Luszowicach koło Chrzanowa, gdzie pracował przy budowie linii kolejowej, następnie przeniósł się do Kościelca (obecnie część Chrzanowa), a po kilku latach do Chrzanowa, gdzie otworzył przedsiębiorstwo budowlane.
Realizował budowę wielu obiektów w Chrzanowie i okolicach, w tym budynków starostwa, sądu, rady powiatowej, kasyna, a także szkół i kamienic.
Miał ośmiu synów i dwie córki. Został pochowany w Krakowie.
Patron jednej z ulic w Chrzanowie (na osiedlu Kościelec).